# وزارة العلوم والتكنولوجيا والتعليم العالي (البرتغال)
وزارة العلوم والتكنولوجيا والتعليم العالي (بالبرتغالية: Ministério da Ciência، Tecnologia e Ensino Superior or MCTES‏) هي وزارة حكومية برتغالية.